# Нискотарифна авиокомпания
Нискотарифна авиокомпания (НТА, „евтина авиокомпания“) е редовен въздушен превозвач, предлагащ ниски тарифи от цени за пътуване) за сметка на ред обичайни услуги, поддържащ ниски разходи за сметка на ред традиционни разходни пера, реализиращ високи печалби и прираст.
Те конкурират не само традиционните редовни авиокомпании, но и чартърните такива, железниците, междуградския и далечен автобусен транспорт. От появата си през 1990-те години НТА по съвременната парадигма причиняват революция във въздушния транспорт на Първия и Втория свят, която не оставя нито един негов сектор непокътнат. В страни като Ирландия и Словакия НТА са генерирали нечуван стопански растеж, почиващ на нашумялата „икономика на познанията“, нежели на конкретни местни дадености.

## Парадигма НТА
Типовата НТА се разпознава по следното:

### „Видими“ признаци
- активен маркетинг „на дребно“ (крещяща реклама, насочена към широката общественост; силен облик);
- реклама, водена от цената (price-led advertising) за утвърждаване убеждението, че НТА действително предлага фрапиращо евтино пътуване;
- „психологичен маркетинг“ – разбор на тарифите с представяне ниска „заглавна“ цена за пътуване с показване на съпътстващите разходи (данъци и такси) отделно, показване на заглавни тарифи за еднопосочни пътувания вместо обичайното наблягане на двупосочни такива, синдромът „от“ („от N лв.”) с оглед увеличаване привлекателността на тарифите;
- липса на конкретни запазени места за пътниците в самолета, за насърчаване тяхното своевременно явяване на порталите за извеждане и оттам максимизиране точността и нальота (самолеточасовете, прекарани във въздуха, „утилизация“ на самолетния парк);
- една класа – отпадат разликите между икономическа или туристическа, делова („клуб“, „комфорт“) и първа класи;
- липса на безплатни продоволствия в полет, за свиване разходите и насърчаване пътниците да платят за храна и напитки;
- липса на безплатни развлечения в полет, за свиване разходите и насърчаване пътниците да платят за музикални и видео предавания;
- липса на „нальотни програми“ („програми за преданост“; схеми, по които често пътуващи клиенти набират точки, обменими срещу безплатни или евтини полети, семейни екскурзии и пр.) с оглед свиване административните разходи и опростяване облика;
- ползване второстепенни летища и аерогари, за свиване разходите. Така например, след откриване на новата Аерогара 2 на Летище София през декември 2006 г., старата аерогара (вече наричана Аерогара 1) остана в действие за НТА;
- летене в непопулярните часове на денонощието, за свиване разходите по акостиране и прелитане (които често са свързани с часа) и маскимизиране на нальота;

### „Невидими“ признаци
- „точково“ обслужване („от А до Б“) с отделен билет за всеки отделен полет, вместо комплексно обслужване („от А до Г през Б и В“ с един билет, включващ всички отделни участъци), за повишаване точността чрез избягване изчакването на закъснели прекачващи се пътници и багаж;
- ползване възможно най-новите самолети за минимизиране разходите на самолетокилометър;
- унифициране на самолетния парк за избягване разходите по поддръжка на разнороден парк и съответното оскъпяване обучаването на персонала;
- свити наземни престои (наземно обслужване) на самолетите между полети, за максимизиране нальота. Така например, американската НТА Southwest Airlines обслужва самолетите си за 20 минути, вместо обичайния престой от 45 минути до час. Средната европейска НТА обслужва самолетите си за 25 минути;
- отказ от операции тип „главина и спици“ (hub and spoke operations), при които в „портално“ летище (hub airport) се събира „банка“ полети, пътниците им се преразпределят между чакащите самолети и нова „банка“ полети отпътува, за максимизиране нальота и точността;
- интензивно експлоатиране на всяко направление, с максимална честота на полетите;
- активен маркетинг „на едро“ с изграждане лични контакти с дружества и ведомства и провеждане дългосрочни отношения с тях въз основа намаления за делови пътувания на персонала им;
- сложна и непрозрачна тарифна схема, целяща осигуряване неминуемо ценово превъзходство пред традиционните авиокомпании. Тарифите нарастват според следните признаци: приближаването на датата и часа за отпътуване; запълването на даден полет; нарастване привлекателността на участъка от денонощието; сезонността; маркетингови съображения (конкретно такива от разряда „начални загуби“ [loss leader]) за стимулиране развитието на дадено направление;
- ценообразуване според това, колко е очакваното от пазара, вместо това колко е изискваното от разходите (съответно, планиране на разходите според очакваните приходи);
- свиване „несвойствените“ разходи (сгради, градски представителства, автопарк, почивни домове, протоколно-представителни мероприятия);
- максимално свиване числеността на персонала;
- изпълняване повече от една функция от членовете на персонала (multi-tasking). Например, салонният персонал също чисти самолета и извежда пътниците от аерогарата, а летците помагат при наземното обслужване, за свиване разходите;
- елиминиране посредниците (пряк допир с пътниците посредством интернета, отказ от услугите на пътнически бюра и тези на компютърните резервационни системи с оглед свиване комисионните ставки). Вместо представителства и пътнически бюра НТА ползват телефонни централи (call centres) и SMS, както и интерактивни интернет-полета;
- активно финансово манипулиране и управляване стойността на горивно-смазочните материали и останалите консумативи посредством „хеджиране на горивото“ (fuel hedging), „танкиране на гориво“ (пренасяне в резервоарите оттам, където е по-евтино с оглед свиване потреблението, където е по-скъпо);
- активна финансова политика по отношение на самолетния парк, който в повечето случаи е арендован по сложни схеми, вместо да е закупен;
- отказ от участие в отраслови организации и квази-картели като IATA и IACA.

Не всички НТА прилагат гореизброените елементи на парадигмата. На практика е трудно да се открие НТА, прилагаща всички от тях; някои пренебрегват дадени елементи, отричат други, разработват нови. Много НТА не се и афишират като „нискотарифни“.

## История на НТА
В развитието на НТА изпъкват два етапа. Към 1990-те г. се появяват първите авиокомпании, които предлагат по-ниски цени за пътуване. От средата на 1990-те г. НТА по съвременната парадигма се разпространяват по света.
Вторият етап има пет под-етапа. След 1995 г. традиционните авиокомпании наблюдават новите НТА. Към 2001-‘2 г., те сформират „жълти“ НТА за набиране на опит. Същевременно, НТА изпреварват „наследените превозвачи“. Към 2007 г. прогресивните традиционни авиокомпании възприемат деловата парадигма на НТА, а други фалират или се сливат, отчасти поради конкуренция от НТА. По всичко личи, че по-нататъшното развитие на НТА по съвременната парадигма ще включи дълечни полети (към 2007 г. преимущественият дял от линиите на НТА са близки и средни). От 2004 г. към въздушния транспорт (и особено към НТА) са отправени обвинения в разрушаване на околната среда.
Историческият опит показва, че за успешно развитие на НТА са нужни четири фактора: 1. желанието на фирмено и държавно равнище за поевтиняване въздушните превози; 2. липса на свръхрегулираност; 3. развита далекосъобщителна мрежа и особено интернет; 4. изградена настройка на широката общественост да пътува със самолет.

### Първи НТА
За първа НТА някои приемат американската PSA (Pacific Southwest Airlines) от Калифорния, открита през 1949 г.
През 1950-те г. се явяват чартърните превозвачи. Това са авиокомпании, осъществяващи случайни (вместо редовни, по разписание) полети за съсловни, родствени и землячески кръгове (моряци, сезонни работници, бежанци и емигранти). Към 1960-те г. чартърните авиокомпании се разпространяват по света и намират нов пазар – турпакетите. Пътуването е много евтино, но с ограничения, постановени от законите в направленията и от международни регулации – квартирно настаняване, ограничения спрямо продължителността на престоя, доказване на родствени и др. връзки.
Първата НТА е американската Southwest от щата Тексас, която почва да лети през 1971 г. и излиза на непрекъсната оттогава печалба две години след това. Същевременно, британският авиационен предприемчия Фреди Лейкър (впосл. сър Фреди) открива НТА филиал на чартърната си авиокомпания Laker Airways под името Skytrain. През септември 1977 г. Skytrain открива редовни полети между тогава второстепенното лондонско летище Гатуик и нюйоркското Кенеди на една трета от цените на останалите редовни превозвачи. Skytrain се развива динамично, обслужва до десет редовни направления в Северна Америка и планира откриването на 660 редовни линии из Европейската икономическа общност. Фалира през 1982 г. по сложни причини, включително предполагаем заговор на конкурентите си.
През 1974 г. British Airways лансира Shuttle – евтини полети между главните центрове на Обединеното кралство. Тарифите са еднакви и независими от всякакви странични фактори. Билетите се продават непосредствено преди качване в самолета или на борда, по време на полета. Полетите са на всеки кръгъл час, с резервен самолет в случай, че след отпътуването на редовния полет останат седем или повече чакащи. Макар услугата да почива върху опит, набран от Eastern Airlines между Ню Йорк и Вашингтон, особеностите ѝ са революционни за времето. Скоро по света се появяват и други въздушни „совалки“. Тази между Рио до Жанейро и Сан Пауло в Бразилия се обслужва от всички желаещи авиокомпании, разполагащи със свободни самолети, на ниска нормирана цена.
През 1978 г. президентът Картър прокарва Закона за дерегулация на въздушния транспорт в САЩ, снемайки натрупаните дотогава законно-нормативни ограничения спрямо свободната търговия в отрасъла в рамките на САЩ. Това разрешава на Southwest да открие направления извън Тексас и на ред нови авиокомпании да конкурират съществуващите „наследени превозвачи“ (legacy carriers). САЩ дава знак и на останалите страни по света, че ще радува за дерегулиране въздушния транспорт и по света. Проучвания 20 години след Дерегулацията показват, че съвременният американски потребител плаща средно 20 на сто по-ниски тарифи, чиято реална стойност (предвид междувременната инфлация) е под половината от тази преди реформата.
През последвалото десетилетие потребителите на въздушен транспорт от Първия свят се радват на падащи тарифи, дори на фона на сравнително висока инфлация и стопански рецесии. По света периодично откриват НТА като американската PeoplXpress, австралийската Compass и британската Virgin Atlantic, много от които не успяват да се укрепят и фалират или се сливат с конкуренти.

### НТА днес
Появата на интернета дава следващия тласък в развитието на НТА. В края на 1995 г. Стелиос Хаджи-Йоану, син на гръцки корабовладелец, лансира първата европейска НТА от нов вид – Ийзи Джет (easyJet). Тя разчита на интернет за продаване на билети (временно ударението пада върху кол-център, обслужван от наета фирма – специалист по телефонно обслужване на потребители). Основното тук е съчетанието от пряка и икономична връзка между превозвач и клиент и дерегулираността на пазара.
През последвалото десетилетие НТА по шаблона на easyJet се разпространяват из западна Европа и Северна Америка, а после и из Азия, Латинска Америка, Австралия и Африка. В сравнително силно регулирани пазари, някои НТА намират начини да преодолеят ограниченията. Например, малайзийската Air Asia открива филиали (де факто отделни авиокомпании) в ред страни-съседи на Малайзия, с което заобикаля нуждата от разрешения за муждестранен преводач.

### „Жълти“ НТА
Уплашени от бързото разпространение на НТА и тяхната популярност, ред „наследени“ авиокомпании лансират „жълти“ или свои вътрешни НТА: KLM с Buzz, British Airways с Go, United Airlines с Ted, bmi с bmibaby, SAS със Snowflake, Lufthansa с germanwings и Qantas с Jetstar са само някои от десетките примери.

### Възход на НТА
През първите години на XXI век НТА престават да представляват дразнител на „наследените“ авиокомпании и в много случаи изпреварват последните като водещи представители на отрасъла. Тъй например ирландската НТА Райънеър (Ryanair) има по-висока пазарна капитализация (стойност на акциите), отколкото гигантската British Airways (смятана за една от най-големите световни авиокомпании). През 2006 г. Ryanair лансира опит да купи бившия ирландски държавен превозвач Aer Lingus, който междувременно бе възприел парадигмата НТА и изоставил традиционните делови прийоми; ако опитът е сполучлив, немалката бивша държавна авиокомпания с десетилетни традиции ще представлява едва една двадесета от закупилата я НТА, приложила НТА парадигмата едва преди няколко години.

### От „наследени превозвачи“ към НТА
На 11 септември 2001 г. въздушният транспорт е разтърсен от терористическите изстъпления в САЩ. Почти непосредствено, крупните „наследени“ авиокомпании Swissair и SABENA фалират, последвани от други. През последвалите две години отрасълът е под натиск поради опасения за тероризъм, войните в Афганистан и Ирак, епидемията от ТОРС. Важната „наследена“ авиокомпания Air France (станала символ на разточителство, постоянни загуби и ниска ефективност) се слива с KLM. Независимо от тези огромни сътресения, обаче, НТА продължават да реализират устойчиви печалби. През същия период става известно, че докато средната „наследена“ авиокомпания реализира печалби, равни на 3% от оборота си, при средната НТА печалбите са между 10% и 30%, независимо от ниските тарифи. Всичко това причинява повечето водещи световни авиокомпании да преразгледат своите делови прийоми – процес, който неминуемо завършва с възприемане на парадигмата НТА.

### НТА в бъдеще
Към 2007 г. има признаци, че обособеността и лесната опознаваемост на НТА изчезват. Ред НТА лансират нови услуги, „несвойствени“ за типа авиокомпания. Насочвайки внимание към пороците на „наследените“ авиокомпании и разработвайки огромен нов пазар за въздушни превози, НТА са изиграли революционна роля във въздушния транспорт и вече представляват нормата, вместо изключението.
Най-вероятното следващо развитие на НТА по съвременната парадигма е към далечните превози, като например хонконгската Oasis Hong Kong Airlines, предлагаща евтини полети до Лондон. През януари 2007 г. новата Air Asia X – дъщерно дружество на преуспяващата Air Asia – обяви, че след очакваните държавни разрешения ще рекламира фрапантно ниски тарифи между Лондон и Куала Лумпур. Междувременно, Airbus подготвя специален 780-местен вариант на своя А380 именно за нуждите на далечни НТА. Следва да се отбележи, че ред нискотарифни превозвачи от по-ранни поколения (Skytrain, PeoplXpress, Virgin и др.) експлоатират именно далечни направления.

### НТА и екология
През последните десетилетия на ХХ в. световната общественост приема заплахата от климатична промяна все по-сериозно. В началото на XXI в. еколозите насочват вниманието си към гражданската авиация. Те посочват, че макар приносът ѝ към т. нар. парникови газове да е скромен (1,6% към 2006 г.), той нараства стремително и вероятно ще възлезе на над 3% към 2030 г. Ако парниковите газове, отделяни при останалите човешки дейности намалеят (каквато е целта на Протокола от Киото и други почини), то дялът на авиацията ще бъде още по-висок. В този подтекст се изтъква, че според Чикагската конвенция от 1945 г., която основава ИКАО и полага основите на съвременния въздушен транспорт, авиационното гориво не подлежи на данъчно облагане. Докато това обстоятелство е насърчило развитието на въздушния транспорт след Втората световна война, днес на него все по-често се гледа като на отживелица, която в допълнение спомага разрушаването на околната среда.
През 2003 г. излизат и резултатите от изследвания, според които общите щети от гражданската авиация надвишават приноса ѝ към парниковите газове. Конкретно, кондензационните следи от самолети на експлоатационни височини от порядъка на 10 000 м (т. нар „авиационен цирус”) причиняват известно затъмняване на слънцето с ред преки и вредни климатични последици.
Предвид това, че прирастът на НТА е най-голям, този сектор от отрасъла е критикуван особено силно. Сред критиките са обвинения в това, че НТА насърчават лекомисленото пътуване и го умножават многократно, без да се съобразяват с последиците за Земята. Друга критика е свързана с обстоятелството, че според статистиката повечето пътуващи с НТА са състоятелни хора, които ползват случая да летят още повече. Това омаловажава аргументите на НТА, че правят летенето достъпно за хора, които не са летели или са летели рядко.
НТА отговарят на обвиненията с доводите, че парковете им са сред най-новите и ефективни в световната авиация, и че процентното затоварване на самолетите им е значително по-високо от това на традиционните авиокомпании. Така през януари 2007 г. Ryanair заяви, че през последните пет години отделяните от авиокомпанията въглеродни отпадъци на превозен пътник са спаднали наполовина. Статистиката доказва, че на практика те са спаднали с най-малко 23 на сто. Същевременно сходният показател на British Airways е останал непроменен.

## НТА в България
В много отношения България предоставя идеален терен за НТА. Средните доходи са ниски, а българите имат широки роднински и землячески връзки по света. През 1989 г. над 250 000 етнически турци напускат страната в началото на емигрантски отлив, наброяващ над 1 300 000 души към 2007 г. Същевременно в България възникват чуждестранни общности, като числото само на британците и китайците в страната към 2007 г. е условно поставено съответно на 10 000 и 5000 души.
Вътрешните линии на ТАБСО и „Балкан“ от 1947 до 1990 г. са типични за НТА – ниски тарифи, липса на странични услуги, висока честота на полетите. По тези направления към средата на 1970-те г. лети една трета от трите милиона годишни пътници, обслужвани от държавната „моноавиокомпания“. Това, което решително ги отделя от НТА (и което причинява драстичното им свиване след 1990 г.) е, че реализират загуба и са субсидирани от държавата.
Чартърните превози идват в България през 1960-те г. с появата на „Булер“ – клон на предприятието на Държавна сигурност „Тексим“, както и със същевременното откриване на чартърни полети от ТАБСО. До днес българските чартърни превозвачи продължават да предоставят останалите празни места в самолетите си за разпродаване на случайни пътници.
През 1990 г. в България е сформирана частната авиокомпания JES-Air. Тя открива редовни полети до ред северноамерикански направления и Австралия. Тарифите са ниски и самолетите обикновено са пълни. JES-Air закрива дейността си пред 1992 г. в неясни обстоятелства.
През 2001 г., след оттеглянето на чуждестранните инвеститори, приватизираният „Балкан“ минава под опеката на консерватори. Донякъде деловият модел, който те възприемат, е този на НТА – поне що се отнася до рекламата, която набляга на ниските цени.
През 2003 г. в България лансира дейността си авиокомпанията Bexx Air, описваща се като първата българска НТА. Всъщност, самолетите ѝ са арендовани от други авиокомпании на чартърна основа (за случайни полети). Фирмата прекъсва дейността си след намеса на държавата, след което я възобновява, преди окончателно да я прекрати през 2005 г.
През 2003 г. новата национална авиокомпания „България ер“ започва да рекламира ред ниски тарифи за направленията си. През 2004 г. „Хемус ер“ се самоопределя като НТА и почва да рекламира ниски цени за редовните си полети по европейски направления.
През първите години на XXI в. в България има и ред неосъществени проекти за НТА. Главна причина за провала на някои проекти е фалитът на „Балкан“ и последвалото основаване на „България ер“ от държавата през 2002 г. В интерес на капиталовложението си в укрепващия превозвач държавата удължава периода на свръхрегулация и забавя влизането в Откритото небе на Европейския съюз, което би спомогнало новосъздадени частни НТА.